# Burschenschaft der Norddeutschen und Niedersachsen zu Bonn

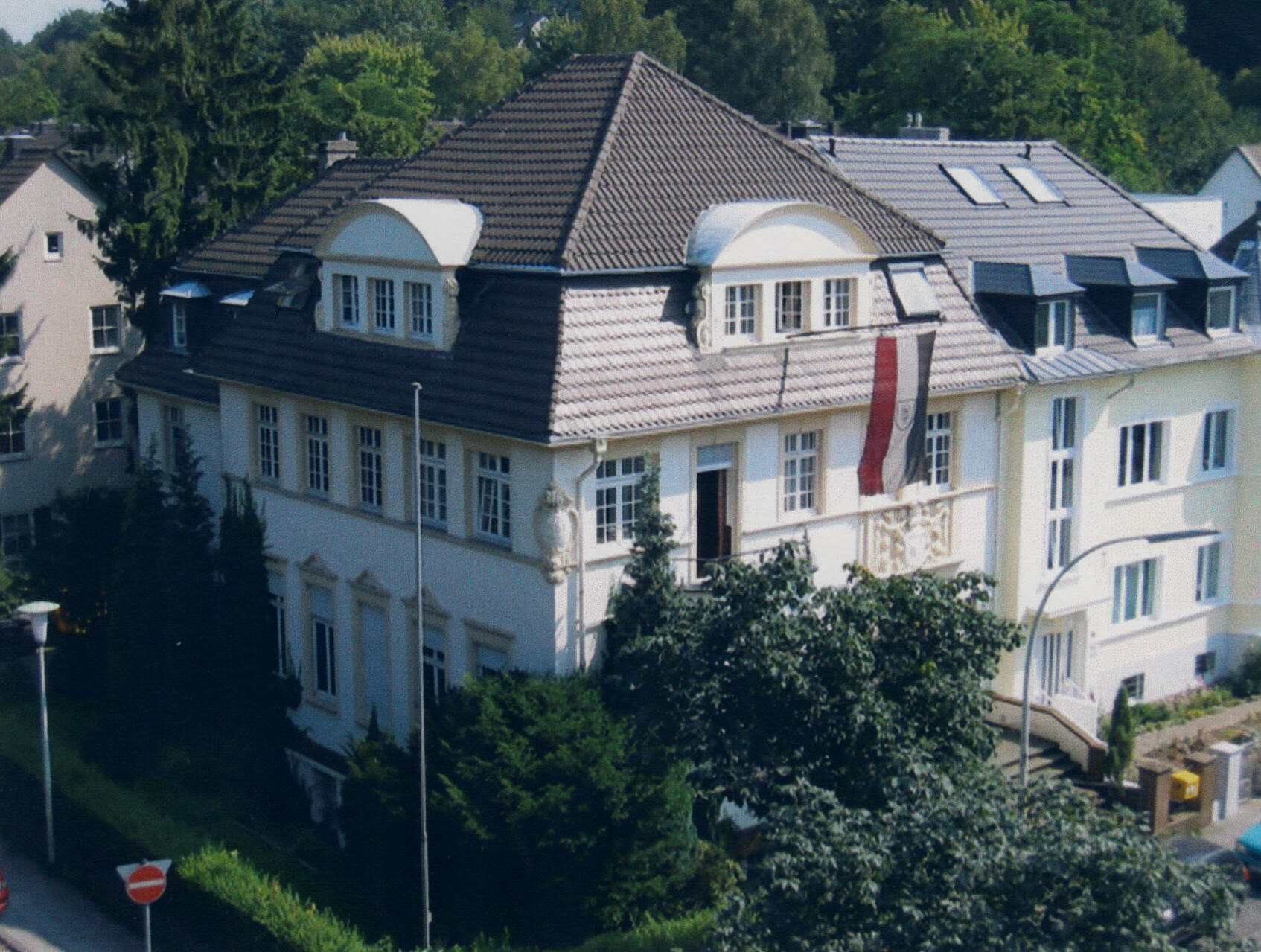
Das Verbindungshaus in der Argelanderstraße 171

Die Burschenschaft der Norddeutschen und Niedersachsen zu Bonn ist eine verbandsfreie Studentenverbindung am Hochschulort Bonn. Sie ist fakultativ schlagend, trägt Farben und vereint Studenten der Universität Bonn und weiterer dortiger Hochschulen.

## Geschichte
Die heutige Burschenschaft der Norddeutschen und Niedersachsen ist aus drei Studentenverbindungen entstanden: Der Burschenschaft der Norddeutschen Bonn und der Burschenschaft der Niedersachsen Bonn, wobei letztere wiederum durch Verschmelzung der Burschenschaft Guestphalia Münster mit der Studentenverbindung Normannia Bonn gebildet wurde.

### Burschenschaft der Norddeutschen Bonn
Am 1. Dezember 1869 gründeten sechs Studenten in Bonn die zunächst nicht farbentragende und nicht schlagende Norddeutsche Verbindung. Mit der Namenswahl wollten sie ihre Unterstützung der staatlichen Einigung Deutschlands ausdrücken, die mit der 1866/67 erfolgten Gründung des Norddeutschen Bundes ihren Anfang genommen hatte. So unterstrich der neue Bund den bis heute fort getragenen Anspruch, nicht nur eine Verbindung zur Geselligkeit und Studienunterstützung zu sein, sondern auch politische Ziele zu vertreten.
Der Deutsche Krieg von 1866 hatte vielfältige Auswirkungen auf Studentenschaft und Studentenverbindungen, so besonders auf die Burschenschaften in Österreich, aber auch auf die Landsmannschaften und den Wingolf. Doch die Gründung einer Studentenverbindung unter ausdrücklichem Bezug auf die nahezu gleichzeitige Entstehung des Norddeutschen Bundes, verbunden mit einer entsprechenden Namensgebung, war ein singuläres Ereignis.
Wichtige Impulse erfuhr diese Entscheidung durch den Historiker Heinrich von Sybel, damals Professor in Bonn und als Schüler Leopold von Rankes Begründer der modernen Geschichtswissenschaft.
Ab 1884 trugen die Mitglieder der Norddeutschen Verbindung Farben und fochten ab 1886 Bestimmungsmensuren. Im Jahre 1901 wurde ein eigenes Korporationshaus in der Lisztstraße 16 gekauft.
Mit der Besetzung Bonns durch die Engländer Ende 1918 und des Einreiseverbots für alle rechtsrheinischen Besucher und Studenten wurde der Bundesbetrieb mit Unterstützung der Burschenschaft Holzminda zum größeren Teil in Göttingen aufrechterhalten. Dennoch fanden schon 1919 mehrjährige Überlegungen, welchem Verband man sich anschließen wolle, mit der Aufnahme in die Deutsche Burschenschaft unter Umbenennung in Burschenschaft der Norddeutschen ihren Abschluss.
Die Rheinlandbesetzung durch die Franzosen zwang 1923 erneut zur Verlegung der Aktivitas in ein Exil, dieses Mal für zwei Semester nach Marburg zur dortigen Burschenschaft Alemannia.
Nachdem die französischen Truppen 1926 Bonn verlassen hatten, konnte 1928 während der kurzen Blütezeit der Weimarer Republik ein neues Haus in der Argelanderstraße 171 bezogen werden, das speziell für die Bedürfnisse einer Studentenverbindung gebaut war und noch heute zur Verfügung steht.
Die Zeit des Nationalsozialismus brachte interne Spannungen über den einzuschlagenden Weg. 1935 wurde die Deutsche Burschenschaft zur Selbstauflösung gezwungen. Um die Verbindung weiterführen zu können, entschieden sich die Norddeutschen für die Umwandlung in eine Kameradschaft. Sie erhielt 1938 den Namen Kameradschaft Aegidienberg. Dieser Kameradschaft traten eine größere Anzahl Alter Herren der ebenfalls zwangsweise aufgelösten Turnerschaft Germania und der Burschenschaft der Niedersachsen bei.
Der Kameradschaftsbetrieb wurde bis in den Winter 1944/45 fortgesetzt. Mit dem Einmarsch der Alliierten wurde das Haus beschlagnahmt und zunächst von amerikanischem, danach von belgischem Militär genutzt.
Am 22. Februar 1949 wurde das Zusammengehen mit der 1947 gegründeten Studentenverbindung Atlantia beschlossen und so der Bund reaktiviert. Noch im gleichen Jahr erfolgte der Zusammenschluss mit der Altherrenschaft der Burschenschaft der Niedersachsen, worauf der Name in Burschenschaft der Norddeutschen und Niedersachsen geändert wurde.

### Burschenschaft Guestphalia Münster

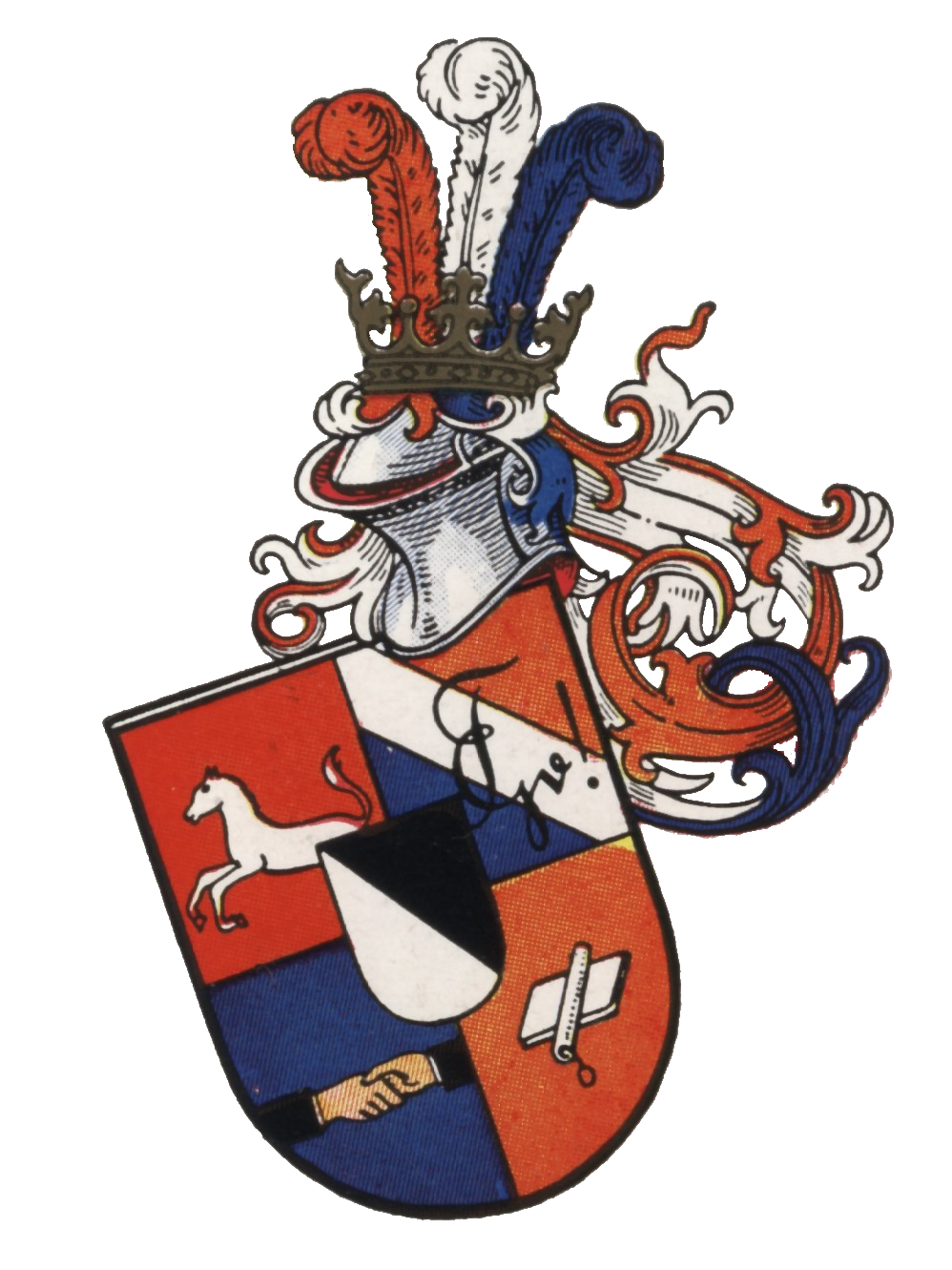
Wappen der Burschenschaft Guestphalia Münster

Nach Neueinrichtung einer entsprechenden Professur wurde am 27. Januar 1877 in Münster der Romanische Verein zur Förderung des Fachstudiums gegründet. 1879 war der Verein Mitgründer des Cartell-Verbandes neuphilologischer Vereine an deutschen Hochschulen, des ersten Verbandes studentischer philologischer Vereine. Dieser Verband wurde nach mehreren Umgestaltungen letztlich Teil des Deutschen Wissenschafter-Verbandes.
Zwanzig Jahre nach Gründung nahm der Verein den Namen Guestphalia an und wählte die Farben „orange-weiß-hellblau“, die aber nicht öffentlich getragen wurden. 1920 erfolgte eine völlige Neuorientierung. Es wurde Couleur aufgesetzt und es wurden Bestimmungsmensuren gefochten. Im Jahr darauf erfolgte die Aufnahme in die Deutsche Burschenschaft.
Um ein stärkeres Gewicht zu erhalten und finanziell leistungsfähiger zu werden, verlegte die Guestphalia 1931 nach Bonn, um dort mit der Studentenverbindung Normannia zu fusionieren.

### Studentenverbindung Normannia Bonn
Am 1. Juni 1886 schloss sich ein Stammtisch Düsseldorfer Studenten zusammen und gründete im Folgesemester, am 20. Januar 1887, den Akademischen Verein Normannia mit den nicht öffentlich getragenen Farben „violett-weiß-schwarz“.
1892 wurde der Name in Akademische studentische Verbindung Normannia geändert, zugleich Verabredungsmensuren eingeführt. Ab dem Jahre 1906 wurden Pflichtmensuren geschlagen. Es blieb aber beim Schwarzen Prinzip, dem Nichtfarbentragen in der Öffentlichkeit.
Zwei Jahre später war die Normannia Mitgründer des Schwarzen Verbandes, des späteren Rothenburger Verbandes Schwarzer Verbindungen.
1925 kaufte die Verbindung ein eigenes Haus in der Thomastraße 30.
Da nicht farbentragende Verbindungen zunehmend unpopulärer wurden, trat Normannia 1930 aus dem bisherigen Verband aus, fand aber keinen Anschluss an einen der großen Waffenverbände. Sie fusionierte deshalb 1931 mit der nach Bonn übergesiedelten Burschenschaft Guestphalia Münster zur Burschenschaft der Niedersachsen.

### Burschenschaft der Niedersachsen Bonn
Der 1931 aus dem Zusammenschluss der Münsteraner Guestphalen und der Bonner Normannen entstandenen Burschenschaft war kein langes Leben beschieden. Unter dem Druck des NS-Regimes wandelte man sich 1936 kurzfristig in eine Kameradschaft, um aber noch im gleichen Jahr zu suspendieren.

### Burschenschaft der Norddeutschen und Niedersachsen
Die 1949 aus der Fusion der Burschenschaft der Norddeutschen und der Burschenschaft der Niedersachsen entstandene Verbindung gehörte 1950 zu den Wiederbegründern der Deutschen Burschenschaft. Im gleichen Jahr konnte sie ihr von der Besatzungsmacht geräumtes Haus wieder beziehen.
In der Deutschen Burschenschaft wurde sie zweimal, 1956/57 und 1980/81, zur Vorsitzenden gewählt und übernahm darüber hinaus immer wieder Ämter im Verband.
Im Februar 2012 erfolgte der Austritt aus dem Verband Deutsche Burschenschaft wegen unüberbrückbarer Differenzen in politischen Grundsatzfragen. Seitdem ist sie verbandsfreie Burschenschaft in der Tradition der burschenschaftlichen Bewegung von 1815.

## Couleur und Wahlspruch
Die Norddeutschen und Niedersachsen tragen die Farben der Norddeutschen „schwarz-weiß-karmesinrot“ – die Farben des 1866 als deutscher Bundesstaat gegründeten Norddeutschen Bundes – mit silberner Perkussion. Die Mütze ist hellblau im Tellerformat (Bonner Teller) mit weißem Vorstoß und Mützenrand in den Bundesfarben. Die Füchse tragen als Farben „schwarz-weiß-schmalschwarz“, die Alten Herren zusätzlich ein zweites Band in den Farben „orange-weiß-hellblau“ mit silberner Perkussion – das Band der Niedersachsen.
Der Wahlspruch lautet „Ehre, Freiheit, Vaterland!“.

## Bekannte Mitglieder
- Karl Allmenröder (1861–1926), Jurist, erster deutscher Jugendrichter
- Friedrich Bottler (1870–1922), Oberbürgermeister der Stadt Bonn, nach ihm benannt der Bottlerplatz in Bonn
- Walter Eiardt (1892–1982), Oberstudiendirektor, Mitglied des Landtags Nordrhein-Westfalen (SPD)
- Hans-Günther Goslar (1918–2000), Professor und Direktor des Anatomischen Instituts an der Universität Düsseldorf
- Dietrich Hahne (1892–1974), Mediziner, Landwirt, Mitglied des Bundestages (CDU) 1959–1961
- Albert Heising (1857–1929), Landrat im Kreis Ahrweiler
- Karl Huppertz (1847–1919), Geh. Regierungsrat, Professor an der Landwirtschaftlichen Hochschule Poppelsdorf
- Ralf G. Jahn (* 1965), Historiker und Genealoge
- Otto Kamp (1850–1922), Lehrer, Schriftsteller und Dichter
- Wilhelm Kattwinkel (1866–1935), Neurologe und Paläontologe
- Wolfgang Keller (1873–1943), Literaturwissenschaftler und Neuphilologe (Ehrenmitglied Guestphalia Münster)
- Hermann Körting (1844–1913), Professor für Romanistik an den Universitäten Münster und Kiel
- Georg Lindemann (1885–1961), sozialdemokratischer Kommunalbeamter in Hannover, Jurist, Stadtrat, Bürgermeister und Stadtdirektor
- Rüdiger Lorenz (1932–2008), Professor und Direktor der Neurochirurgischen Klinik an der Goethe-Universität Frankfurt am Main
- Max Löcke (1850–1936), Bürgermeister und Ehrenbürger von Arnsberg
- Arno Schantz (1904–1942), Professor in der juristischen Fakultät der Universität Frankfurt am Main
- Otto Seeck (1850–1921), Althistoriker und Hochschullehrer (Ehrenmitglied Guestphalia Münster)
- Karl Spannagel (1862–1937), Historiker (Ehrenmitglied Guestphalia Münster)
- Stephen Gerhard Stehli (* 1961), Verwaltungsjurist, Ev. Theologe und Politiker (CDU)
- Alfred Stephany (1899–1975), Altphilologe, Schuldirektor
- Rudolf Strauch (1929–2019), Journalist, Vorsitzender der Bundespressekonferenz, stellvertretender Chefredakteurs der HAZ
- Karl Tanzeglock (1902–1983), Landrat des Kreises Tecklenburg und des Kreises Steinfurt
- Günther Tesch (1907–1989), Rechtsanwalt, SS-Sturmbannführer im Rasse- und Siedlungshauptamt
- Wilhelm Woell (1871–1926), Mitglied des Nassauischen Kommunallandtags, Landeshauptmann des Regierungsbezirks Wiesbaden
- Walther Wüllenweber (1860–1941), Geh. Regierungsrat, Provinzialschulrat, Kommunalpolitiker in Berlin